# Bruno del Pino
Bruno del Pino, né le 20 juin 2006 en Catalogne, est un pilote automobile espagnol. Depuis 2025, il est engagé en Formule 3 FIA.

## Biographie

### Karting
Del Pino commence sa carrière en karting en 2017. Il participe à diverses compétitions, tels que les championnats d'Europe et ou le championnat du monde FIA. Son meilleur résultat est une 5ᵉ place lors de la IAME Winter Cup 2018 dans la catégorie X30 Mini, ainsi qu'une 9ᵉ place au championnat d'Europe CIK FIA 2020. L’Espagnol termine également 9ᵉ à la WSK Open Cup 2021 dans la catégorie OK.

### Débuts en monoplace
Del Pino fait ses débuts en Formule 4 dans le championnat d'Espagne en 2022 au sein l'équipe Drivex School (dirigée par son oncle), aux côtés de Maksim Arkhangelskiy et Gaël Julien. Il termine la saison à la 16e place avec 24 points.
Il représente également l'équipe d'Espagne lors des FIA Motorsport Games 2022 pour la Formula 4 Cup. Il se qualifie en 11e position, termine 5e lors de la course qualificative, et décroche la 3e place dans la course principale.

### Formule Régionale

#### Championnat d'Europe de Formule Régionale
En 2023, Del Pinofait ses débuts en Championnat d'Europe de Formule Régionale avec MP Motorsport lors de la 7ᵉ manche, sur le circuit du Red Bull Ring. Il fait équipe avec Dilano Van ‘T Hoff, Victor Bernier et Sami Meguetounif.

#### Championnat du Moyen Orient de Formule Régionale
En 2024, il rejoint MP Motorsport pour participer au Championnat de Formule Régionale du Moyen-Orient. L'Espagnol termine à la 16e place du championnat avec 18 points.

### Eurocup-3 Series

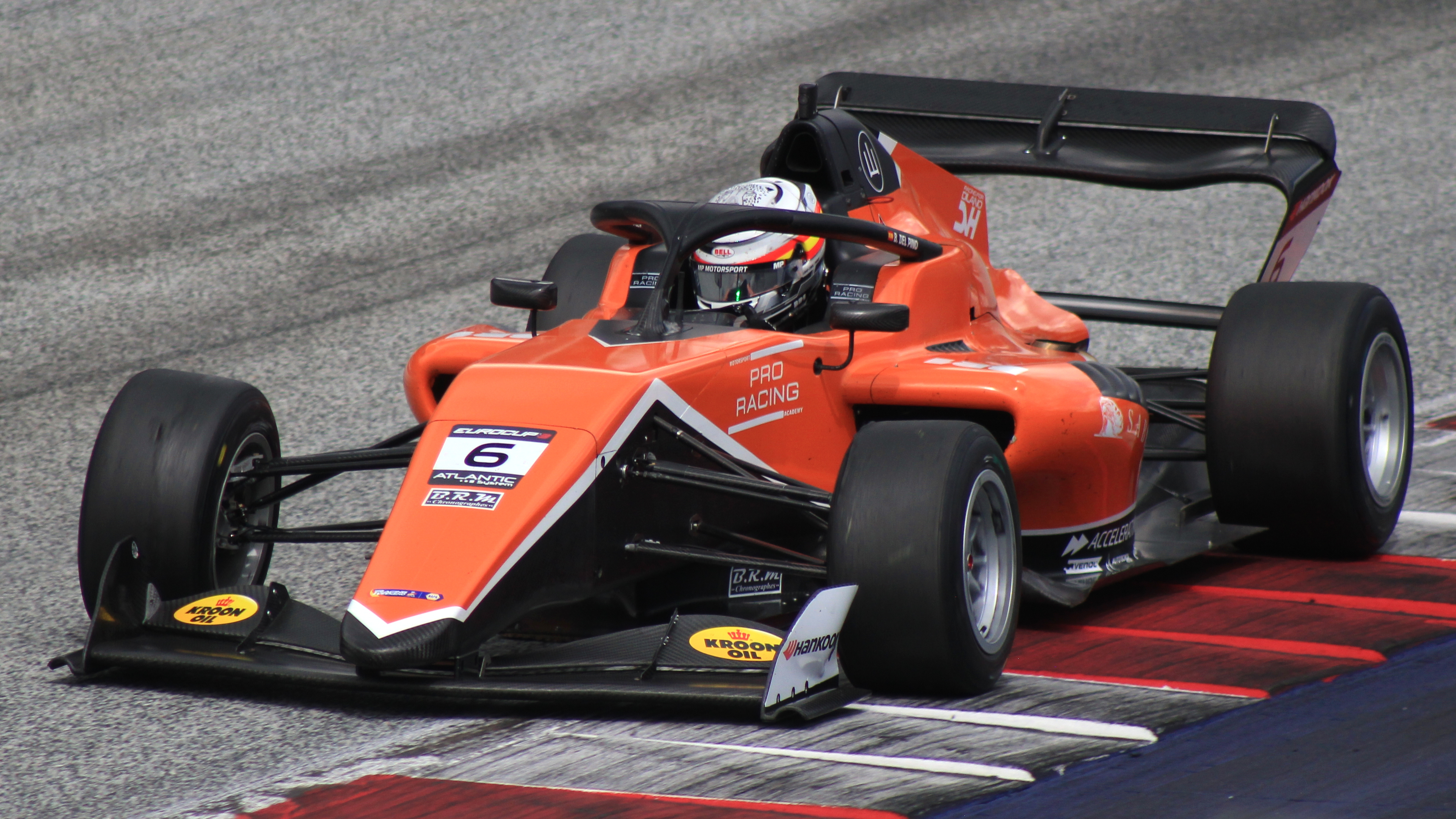
Bruno del Pino en Eurocup-3 à Spielberg en 2024.

Del Pino rejoint le championnat Eurocup-3 en 2023 avec MP Motorsport, aux côtés de Mari Boya, Sebastian Øgaard, Sebastian Gravlund et José Garfias. Il se montre très régulier tout au long de la saison, marquant des points dans quatorze des seize courses. Cette performance lui permet de remporter le titre de meilleur débutant.
Pour 2024, Del Pino dispute une nouvelle saison en Eurocup-3, toujours avec MP Motorsport. Il termine  3ᵉ du classement général avec 3 victoires, 8 podiums, 1 pole position et 3 meilleurs tours en course.

### Formule 3 FIA
En  2025, del Pino s'engage en Formule 3 FIA avec MP Motorsport.

## Carrière

### Résultats en monoplace
| Saison | Championnat                        | Écurie        | Courses | Victoires | Pole positions | Meilleurs tours | Podiums | Points | Classement |
| ------ | ---------------------------------- | ------------- | ------- | --------- | -------------- | --------------- | ------- | ------ | ---------- |
| 2022   | Championnat d'Espagne de Formule 4 | Drivex School | 21      | 0         | 0              | 0               | 0       | 24     | 16e        |
| 2023   | Formule Régionale Europe           | MP Motorsport | 16      | 0         | 0              | 0               | 0       | 113    | 7e         |
| 2023   | Eurocup-3                          | MP Motorsport | 2       | 0         | 0              | 0               | 0       | 0      | 32e        |
| 2024   | Formule Régionale Moyen-Orient     | MP Motorsport | 15      | 0         | 0              | 0               | 0       | 18     | 16         |
| 2024   | Eurocup-3                          | MP Motorsport | 16      | 3         | 1              | 3               | 8       | 209    | 3e         |
| 2025   | Formule 3 FIA                      | MP Motorsport | 17      | 0         | 0              | 0               | 1       | 16     | 22e        |